# Franz Xaver Fieber
Franz Xaver Fieber (1. březen 1807 Praha – 22. únor 1872 Chrudim) byl český a rakouský botanik a entomolog.

## Život
Vystudoval ekonomii a jazyky na pražské polytechnice, absolvoval roku 1828. Filozofii vystudoval později na univerzitě v Jeně (1848). Roku 1829 vstoupil do státní služby. Pracoval jako soudní úředník, v Praze, ve Vysokém Mýtě a poté v Chrudimi, kde se stal nakonec ředitelem okresního soudu. Studium rostlin a zvláště hmyzu bylo jeho koníčkem, jehož volbu ovlivnili Jan Svatopluk Presl, Karel Bořivoj Presl, Kašpar Šternberk či Johann Christian Mikan, s nimiž se seznámil již za studií v Praze. Zpočátku se věnoval hlavně botanickým ilustracím, později začal sám bádat v entomologii, kde si vydobyl značné uznání a stal se i členem Německé akademie věd Leopoldina. Jeho nejvýznamnější prací je kniha Die europäischen Hemiptera (1860), kde podrobně popsal řád polokřídlých. Krom toho byl jeho předmětem bádání také řád orthoptera (rovnokřídlí).